# 菊タブー
菊タブー（きくタブー）は、日本の天皇・皇室に対する批判やパロディーを容認しない禁忌（タブー）、及び直接的暴力も含む圧力の総称（通称）。皇室の紋章が菊（菊花紋章）であることから、婉曲的にこう呼ばれる。

## 概要
明治維新以後第二次世界大戦までは、天皇や天皇制に対して批判的な言論は、体制批判として旧刑法施行以後不敬罪規定で取り締まられ、社会的にも強い排除圧力があった。また、後に治安維持法が制定され、国体（天皇制）を否定する活動について罰せられることとなった。
戦後は、言論の自由が広く認められ、刑法から不敬罪が削除されたことで、天皇や天皇制に対して批判的な言論であっても、法的に禁圧されることはほぼなくなり、社会的にも批判に寛容になった。しかし、右翼団体やその構成員が、暴力的な手段を用いてこれを封殺しようとする事件をたびたび起こした。暴力被害に遭うことやトラブルになることを恐れてマスメディアなどは、天皇や天皇制に関する批判的言論を控える（自主規制する）ようになった。なお出版業界などにおいては天皇に係る自主規制の存在やその基準を示すものなどは特に公にはされていないが、放送業界においては、例えば日本民間放送連盟放送基準第2章(7)「国および国の機関の権威を傷つけるような取り扱いはしない。」の解説において「国の象徴としての天皇もここに含まれる。」としている。この自主規制を指して、天皇や天皇制に対して批判的な言論は、マスメディアにおけるタブーの一つとされ、婉曲的に菊タブーと言われるようになった。
八巻正治は著書中で「日本は相当に自由の国だと一般には理解されていますが、こと天皇制の問題になると状況は異なります。相当の知識人でさえも口を堅く閉ざしてしまいます」と述べている。
天本英世は天皇制と昭和天皇の戦争責任を不問にしようとする勢力（菊タブーを守ろうとする風潮、自民党政権、文部省）を批判して「テレビの収録で言及すると、その部分は全てカットされる。こういう事をしている限り日本人はいつまでたっても自立できない」と述べた。

## 世相と背景
大日本帝国憲法下において、天皇は「現人神」とされ、天皇に対するあらゆる批判的な・また茶化したりする言動は不敬罪が適用され逮捕されたほか（行幸に対する最敬礼で、ズボンの前ファスナーを閉じ忘れていただけで“不敬”とされ連行されかけた例もある）、治安維持法などによって国体（天皇制）を否認する運動が取り締まりの対象となったため、天皇や皇室に対しては報道の自由も含めほぼ議論ができない状況にあった。
1945年（昭和20年）の敗戦後、占領政策に基づく民主化が行われ不敬罪・治安維持法が廃止されたことにより、それまで論議されることのなかった天皇制の是非・戦争責任に関する議論が発生し、天皇制の批判・存廃に関する論説を掲げる雑誌も出版された。
ただし連合国軍最高司令官総司令部（GHQ）は天皇について直接問責しようとはせず、むしろ占領政策に利用しようとした。
GHQの民主化政策の下、右翼指導者の公職追放、団体等規正令により、停滞していた右翼団体だが、逆コースにより次々と復活、労働組合や市民運動のデモやストライキに対して脅迫、暴力などの実力行使による抗議活動を展開する団体も現れた。1960年（昭和35年）10月に浅沼稲次郎暗殺事件、1990年（平成2年）には長崎市長銃撃事件など、右翼テロも出現している。

## 右翼の抗議と出版界その他の自主規制
右翼団体による右翼テロの標的は政治家のみに留まらない。
1960年（昭和35年）、深沢七郎の小説「風流夢譚」が『中央公論』12月号に掲載された。その小説の中における皇太子妃が民衆に殺される部分や民衆が皇居を襲撃した部分が描かれたことなどについて、一部の右翼団体が不敬であるとして中央公論社に対して撤回と陳謝を要求。右翼を名乗る少年が1961年（昭和36年）2月1日に嶋中鵬二・中央公論社社長宅に押し入り、家政婦1名を殺害、嶋中鵬二の妻に重傷を負わせる事件を起こした（嶋中事件）。この後、中央公論社は「風流夢譚」の掲載自体が誤りだったとし、世間を騒がせたとして全面的な謝罪を行った。後に中央公論社は、発刊予定の『思想の科学』天皇制特集号（1962年1月号）を自ら発売停止にしている。
1980年（昭和55年）には月刊誌『噂の眞相』が皇室ポルノ記事（今で言うフォトコラージュ）を掲載したことに対し一部の右翼団体が印刷所を襲撃したり、広告主に抗議活動を行なったりしたが編集長が謝罪文を掲載することで決着。
同じく1980年に東映の映画『徳川一族の崩壊』での孝明天皇暗殺の描写が荒唐無稽で不敬だとして、一部の右翼団体が街宣車で東映に押しかける抗議活動を展開。プロデューサーが平安神宮と泉涌寺にお参りすることで手打ちとなり、公開されたが、興行不振に加えてこの件が原因で東映の大作時代劇路線は打ち切りとなった。再上映では一部を除き孝明天皇暗殺シーンはカットされ、ソフト化もされていない。
1982年（昭和57年）から1985年（昭和60年）にかけて製作された連作版画「遠近を抱えて」全14点（大浦信行・作）の一部に、昭和天皇の写真がコラージュとして用いられていた為、右翼団体から“不敬である”として抗議が行われ、所蔵していた富山県立美術館は全点を非公開化・売却し、図録も焼却処分した昭和天皇コラージュ事件が起こり、大浦は“作品を提供させながら不当”と美術館を提訴し最高裁まで争うも敗訴した。
1983年（昭和58年）に桐山襲の小説「パルチザン伝説」が『文藝』10月号に掲載された。作品は左翼による昭和天皇へのテロ計画を描いたため、『文藝』を発行する河出書房新社に右翼団体の街頭宣伝車が大挙して押しかけた。右翼団体の抗議が「パルチザン伝説」掲載直後ではなく、『週刊新潮』が「天皇暗殺」を扱った小説として嶋中事件を引き合いに出した記事を掲載したのと同期していたのを桐山は問題にしている。
タレントのタモリは昭和天皇の物真似を持ちネタの一つにしていた。1985年5月14日、作家の筒井康隆の全集の完結記念パーティーでも昭和天皇の物真似を披露し、最後に「皇太子にまだ渡さぬ」という台詞をオチにした。パーティーを終え、二次会、三次会でも昭和天皇のネタを続け、 この模様は翌週の「週刊読書人」に掲載された。それ以降、タモリは一部の右翼から脅迫を受けることとなり、最終的には所属事務所、田辺エージェンシーの社長田邊昭知が半監禁状態で一部の右翼から抗議される事態に至った。筒井康隆もエッセイ「笑犬樓よりの眺望」（『噂の眞相』1985年8月号掲載分）や日記『日日不穏』にこのパーティーの様子を書いているが、差し障りのある名詞を伏字にしている。この後、6月26日に筒井が製作する映画『スタア』に昭和天皇役でオファーがかかったが、タモリ側の希望でアドルフ・ヒトラーに変更になった。以降、タモリは昭和天皇ネタを封印した。
1988年（昭和63年）にはメディア批評誌『創』が、テレビ朝日が作成した天皇崩御Xデーに関する内部資料をスクープしたところ、右翼団体から「不敬である」と抗議されてテレビ朝日と創出版が入っているマンションに街宣がかけられた。
1992年（平成4年）5月には、ロック調にアレンジされた「君が代」をCMに使用しようとした日本家庭教師センター学院の学院長・古川のぼるに対し、右翼団体「仏心団」から脅迫状と“自殺勧告状”が送りつけられた。CMは放送局の自主規制により中止される。
1993年（平成5年）には宝島社本社と文藝春秋社長宅に対して反皇室報道（主に第125代天皇上皇明仁とその皇后美智子の生活態度に対する批判）に抗議するとして拳銃弾が撃ち込まれた。
2006年（平成18年）11月には、雑誌『週刊金曜日』主催の集会において、皇室を批判した劇が演じられたが、週刊新潮は「内容は誹謗中傷にあたる」との記事を書いたことから、ブログ等々から批判が殺到した。週刊金曜日は最終的に不適切だったとして謝罪した。
テレビ局を中心としたマスコミ報道では、大統領や他国の君主の日本における行動の表現は常体だが、日本の皇族についてのみ最高敬語（される・なさる）を用い、天皇の死を天皇・三后などにのみ使われる表現である崩御と表現するほか、他の皇族にも(ご)逝去ないし薨去(三后には崩御)と用いるなどしている。また、敬称は「陛下」、皇族なら乳幼児であっても「さま」といった表現が用いられる。

## 宮内庁と報道規制
平凡社発刊の雑誌『平凡』で連載されていた小山いと子の小説「美智子さま」は、1963年（昭和38年）に宮内庁から私生活侵害として抗議があったことから打ち切りとなった。1990年（平成2年）には、新聞各紙に掲載された秋篠宮・同妃の写真について、意図した記念写真ではないことを理由に宮内庁は掲載中止を求めている。また、2005年（平成17年）紀宮清子内親王の結婚式報道において、宮内庁は警備上の理由などから上空取材の自粛を宮内庁記者会に要請した。NHKは警視庁が設定した飛行自粛要請区域の外側からの取材であるなら警備面での問題はないと考え、宮内庁の自粛要請の範囲外であるとして上空取材を行った。これに対して宮内庁はルールが守られなかったことを理由に、結婚式記者会見へのNHK記者の出席を事実上拒否する要請を行った。NHKはこの要請に従い、取材自粛に沿わなかったとして陳謝している。
現在、皇室を問うたり批判したりするような番組はほぼ存在しない。“皇族モノ（春と秋の番組改編期における『皇室スペシャル』など）は肯定的な内容の番組以外、作る事は憚られる雰囲気がある”と一部で言われる。一部の新聞社では電子版紙面に専用コーナーを設けて、皇室・皇族の日々の動きを追っている。

## タブーを恐れる国民意識の存在
1959年（昭和34年）、当時の皇太子明仁親王と正田美智子（第125代天皇とその皇后）の婚礼パレードにおいて投石事件が発生、国を挙げての祝賀ムードに水を差すものとして、犯人である少年と家族は村八分とも言える扱いを受け、世間から隠れるようにして暮らした。
1988年（昭和63年）、昭和天皇の入院の際には、娯楽系のテレビ番組休止やコマーシャルの台詞に配慮といった形での自粛が行われ、祝宴などの華やかな行事、地域の祭りやスポーツ大会も自粛する動きがみられた。イギリスの『ザ・サン』が「地獄が天皇を待っている」と書いた事について外務省から在日大使館を通じての抗議申し入れがされた他、自民党の某議員は「特派員が日本にいるなら国外追放すべし」と息巻いた。もっとも、皇太子（当時）の「過剰な反応は陛下の心に沿わないのでは」という発言が報じられると、“自粛を自粛”しようという動きも見られた。
1989年（平成元年）2月2日、突如各紙朝刊に扶桑社と大日本印刷株式会社の連名で「2月2日発売の『スパ!』の記事の一部に不穏当な誤植がありましたことを深くお詫び申し上げます（原文）」の謝罪広告が掲載され、その週の『SPA!』が発売中止になった。これは『SPA!』で当時連載されていたコラムの中で大正天皇が大正洗脳と打ち違え・誤変換のまま印刷されてしまった校正ミスが原因だが、その詳細については謝罪広告では一切触れられなかった。
1993年（平成5年）には漫画家の小林よしのりが同じく『SPA!』で連載していたゴーマニズム宣言において「カバ焼きの日」と題して皇太子徳仁親王の結婚とそれを報道するマスコミをギャグにした作品を執筆した際に編集部内で問題となりその回だけ急遽連載休止になった。次号で小林はこれに反発し連載休止に追い込まれた件の作品を『ガロ』で発表した（ゴーマニズム宣言の項を参照）。また、これと同じ時期に『週刊実話』に掲載されたイラストが、皇室を侮辱するものではないかと編集部内で問題になり、その週の『週刊実話』が発売中止、自主回収された。
2004年（平成16年）12月9日発売の『女性セブン』は、皇室記事の見出しで「皇太子」の「太」が「大」と誤植されていたことを印刷途中で気付き作業をやり直した為発売が4日延期された。
2006年（平成18年）9月の悠仁親王の誕生に際して「国民の奉祝ムード」の中、その「ムード」を皮肉るような口調で批判した乙武洋匡のブログが荒れ、乙武は最終的に謝罪に追い込まれた。同年10月には佐賀県で、毎日新聞記者が天皇・皇后の来県を批判的に知事に質問したことについて、インターネット右翼を中心に記者が在日韓国・朝鮮人であることを理由とした記者の解雇、免職を毎日新聞社に対し要求する動きが出た。毎日新聞社はこの記者に厳重な注意を行ったと発表した。
2007年（平成19年）2月、講談社はベン・ヒルズ『プリンセス・マサコ』（Princess Masako―Prisoner of the chrysanthemum throne）日本語版出版中止を決定。外務省・宮内庁がヒルズに対して抗議したが、ヒルズは「謝罪の必要はない。雅子さんに謝罪しなければならないのは宮内庁。日本政府が日本国民の非難を恐れているのは明らか」と回答、講談社はこれを受けて「著者の姿勢には問題があり、出版後に起こり得るさまざまな問題に共同で責任を負うことが出来ない」としたため。ヒルズは毎日新聞の取材に対して「出版中止は非常に残念。講談社は宮内庁、外務省など官僚組織の圧力に屈したと確信している」とコメントしている。その後、同年8月2日に、第三書館から9月上旬に同書が出版されることが決定した。第三書館では「特に出版を中止する理由はない。年代の誤りなど単純なミスを直し、完訳版を出す」としている。なおマスコミ全社が本書の広告引き受けを拒否している（朝日新聞社（広告局）は拒否理由として「公の機関の反応も鑑み」と回答）。
2007年（平成19年）9月、秋田県庁で、天皇・皇后の来訪に関する公文書作成の際に「悪天候」を「悪天皇」と誤変換したまま決裁（確認）を受けずに発送したことで担当職員が訓戒処分、上長が監督責任を問われ厳重注意処分となった。

## 昭和の終わりと皇位継承問題
1989年（昭和64年）の昭和天皇崩御後、昭和という時代の再評価が様々な場で議論される事となる。天皇側近の記録などが公表され、それまで問題視されていなかった昭和天皇の戦争責任も含めた論説を積極的に出版する動きも現れはじめた。また、主なマスメディアではタブーであった軍服姿の昭和天皇の御真影も掲載されるようになった。中でも『昭和天皇独白録』が有名である。
2004年（平成16年）には、皇太子徳仁親王（当時）が欧州歴訪前の記者会見で述べた「人格否定発言」が波紋を広げたことで、これまでタブーとされていた皇室の内幕や皇室のあり方に対する報道が「海外メディアによる報道の引用」を含め数多くなされるようになった。
2005年（平成17年）には皇室典範に関する有識者会議が開かれ、皇位継承問題が広く一般にも語られる事となった。
2007年（平成19年）の承子女王の私生活に関するスキャンダル（留学先での活動を一個人としてブログで公表）に関して一部メディアで報道された。
また、宮内庁のホームページには意見や感想をメールで出せるようになっており、その中には皇室支持者による宮内庁に対する意見や批判のメールも送られることも増えてきたようである（『文藝春秋』）。
なお、皇室の存廃に関する論議や天皇・皇族に関するパロディなどが自由にできない状況にあるため、菊タブーの状況は根強いのではないかとの指摘があるものの、菊タブーに対する指摘自体は差し支えなく行われている。